# الدمن (ذي السفال)

تعديل مصدري - تعديل

الدمن هي إحدى قرى عزلة العداني بمديرية ذي السفال التابعة لمحافظة إب، بلغ تعداد سكانها 918 نسمة حسب تعداد اليمن لعام 2004.